# غمازة الصغرى
قرية غمازة الصغرى هي إحدى القرى التابعة لمركز الصف في محافظة الجيزة في جمهورية مصر العربية. حسب إحصاءات سنة 2006، بلغ إجمالي السكان في غمازة الصغرى 4836 نسمة، منهم 2447 رجل و2389 امرأة.